# Šalom Zysman
Šalom Zysman (hebrejsky שלום זיסמן‎, 14. března 1914 – 12. února 1967) byl sionistický aktivista, izraelský politik a poslanec Knesetu za stranu Všeobecní sionisté.

## Biografie
Narodil se ve městě Żelechów v tehdejší Ruské říši (dnes Polsko). Studoval na gymnáziu a právo na Varšavské univerzitě. V roce 1933 přesídlil do dnešního Izraele. Byl členem židovských jednotek Hagana, ve druhé světové válce sloužil v Židovské brigádě, ve které bojoval v severní Africe a na italské frontě. Během války za nezávislost v roce 1948 sloužil v izraelské armádě s hodností majora (rav seren). Působil jako místopředseda odboru pro informace a patřil mezi zakladatele armádního časopisu ba-Machane.

## Politická dráha
Byl členem městské samosprávy i místostarostou ve městě Ramat Gan. Předsedal předsednictvu sportovního hnutí Makabi v Izraeli a zasedal v předsednictvu světového Makabi. Předsedal také Izraelskému olympijskému výboru.
V izraelském parlamentu zasedl po volbách v roce 1951, kdy kandidoval za Všeobecné sionisty. Byl členem výboru pro veřejné služby, výboru pro zahraniční záležitosti a obranu, výboru pro ekonomické záležitosti a výboru pro vzdělávání a kulturu.